# سوق الحضارم (الطيال)

تعديل مصدري - تعديل

سوق الحضارم هي إحدى قرى عزلة بني جبر بمديرية الطيال التابعة لمحافظة صنعاء، بلغ تعداد سكانها 7 نسمة حسب تعداد اليمن لعام 2004.